# ضریب خاموشی
ضریب انقراض یا ضریب خاموشی (به انگلیسی: Extinction coefficient)به چندین معیار مختلف از جذب نور در یک محیط اشاره دارد که مهمترین آن شامل: 
- ضریب تضعیف: که در هواشناسی گاهی به آن "ضریب خاموشی" گفته می‌شود
- ضریب تضعیف جرمی: بیانگر میزان جذب نور توسط یک ماده در یک طول‌موج معین، به ازای واحد چگالی جرمی است.
- ضریب جذب مولی: بیانگر میزان جذب نور توسط یک ماده در یک طول‌موج معین، نسبت به غلظت مولی آن است.
- ضریب خاموشی نوری (Optical extinction coefficient)، بخش موهومی ضریب شکست مختلط است.